# Monumento a Juana Azurduy
El Monumento a Juana Azurduy se encuentra emplazado en la Plaza del Correo, frente al  Palacio Libertad, Centro Cultural Domingo Faustino Sarmiento, en la ciudad de Buenos Aires, Argentina.

## Historia y características
Su primera ubicación fue en el Parque Colón, entre la Casa Rosada y la circular Avenida de la Rábida. Fue inaugurado el 15 de julio de 2015, por los presidentes Cristina Fernández de Kirchner, de Argentina, y Evo Morales, de Bolivia, siendo este último quien dispuso la donación por parte del Estado boliviano de un millón de dólares para su construcción. En su emplazamiento se encontraba el monumento a Cristóbal Colón, retirado el 29 de junio de 2013 y trasladado frente al Aeroparque Jorge Newbery.
En diciembre de 2015, la estatua tenía algunas deficiencias. Es la escultura de bronce más grande del país.

Por las obras del denominado Paseo del Bajo, en septiembre de 2017 el monumento fue trasladado a la Plaza del Correo.
Es obra del escultor argentino Andrés Zerneri y construida en bronce, pesa 25 toneladas y mide 9 metros, y se encuentra sobre un pedestal escalonado de 7 metros. Su construcción llevó tres años, y se realizó en los galpones de la antigua Escuela de Mecánica de la Armada, con la participación de 45 personas.
La escultura reposa sobre una base de seis metros, que simboliza una pirámide inspirada en la cultura Tiahuanaco. Juana Azurduy tiene una espada en su mano izquierda, como símbolo de liberación. En su espalda tiene un bebe sostenido por un aguayo, tejido artesanal que las mujeres originarias usan para cargar a los niños. La mano derecha se extiende en un gesto de protección hacia el niño y hacia el pueblo, al igual que el poncho que la cubre, que imita los pliegues de las lanas de etnias indígenas americanas.